# 橘家小圓太
橘家 小圓太（たちばなや こえんた）は落語の名跡。三遊亭圓朝の初名でもあり由緒ある名前。
- 初代橘家小圓太 - 後の三遊亭圓朝。

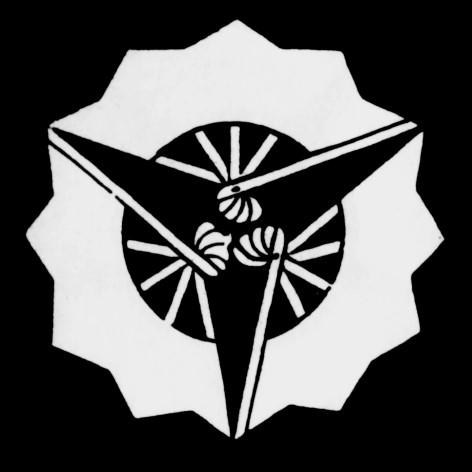
「高崎扇」

- 2代目橘家小圓太 - 後の4代目三遊亭圓生。
- 3代目橘家小圓太 - 後の2代目三遊亭小圓朝。
- 4代目橘家小圓太 - 後の5代目橘家圓太郎。
- 5代目橘家小圓太 - 本項にて詳細。
- 6代目橘家小圓太 - 後の朝寝坊志らく。本項にて記述。
- 7代目橘家小圓太 - 後の望月晴峰。

## 5代目
橘家 小圓太（たちばなや こえんた、1877年（逆算） - 1961年10月31日）。上方の落語家。主に大阪や京都で活動したが、一時期東京で活動していた。本名は戸塚 韓一郎。
尺八の名人一睡軒花堂の甥。桃之助の名で素人連で名を馳せていた。
その後盲目の音曲師西國坊明學の門下で明花、後に女流音曲師初代立花家橘之助一座に加わり橘弥（橘彌）、さらに東京に出て4代目橘家圓蔵の門で橘家圓弥（圓彌）となる。
圓蔵に連れられ吉原に行き巡りあった花魁が忘れられず祖父が預かった骨董品を売ってまで通いつめた。その後大阪に戻り電灯会社に勤めていたが復帰し5代目橘家圓太郎の門下で師の前名小圓太を襲名。
4代目橘家圓太郎（「ラッパの圓太郎」）を意識してか高座ではラッパを吹き、一席終えた後音曲を響かせていた。得意ネタは音曲が主で「遊散船」「芸妓草」等を好んで演じた。4代目立川談志の珍芸だった「郭巨の釜掘り」の踊りも得意だった。5代目圓太郎を師事していたことから京都での活動が中心で戦後まで活動していた。
「ご存じ古今東西噺家紳士録」には「芸妓草」が収録されている。

## 6代目
初代三遊亭圓之助（本名、中村代次郎）の実子。
- 最初は4代目橘家圓喬の門で橘家喬生。
- 明治30年代半ばに橘家圓花となる。
- 40年代に橘家小圓太を襲名。
- 大正に入り3代目三遊亭圓馬（当時の7代目朝寝坊むらく）の門で朝寝坊志らくとなった。

### 人物
落語の演目「徳ちゃん」はこの人がモデルになっている。